# Enric Jardí
Enric Jardí i Casany (Barcelona, 1924 - 1998) fue un crítico de arte, ensayista e historiador español. Fue padre del diseñador gráfico Enric Jardí (Barcelona, 1964).
Abogado de profesión y doctor en Derecho, fundó la Sociedad Catalana de Estudios Jurídicos, Económicos y Sociales. Escribió una cincuentena larga de libros sobre diferentes aspectos de la historia: historia en general, biografía (por ejemplo, las de Francesc Cambó, Manuel Folch i Torres, Eugeni d'Ors, Enric Prat de la Riba, Francesc Macià y Josep Puig i Cadafalch), historia del arte e historia del ordenamiento jurídico. Publicó igualmente artículos en revistas y diarios como Miramar, Ariel, Serra d'Or, Avui y La Vanguardia. Fue miembro de la Real Academia Catalana de Bellas Artes de San Jorge y recibió la Cruz de San Jorge.

## Obras
- Ciutat de les bombes (“Ciudad de las bombas”).
- El desastre colonial i Catalunya (“El desastre colonial y Cataluña”).
- La nació i l'Estat (“La nación y el Estado”).
- Esquema d'una sociologia de l'art (“Esquema de una sociología del arte”).
- Un altre Laocont (“Otro Laoconte”).
- Reflexions sobre els límits de les arts plàstiques (“Reflexiones sobre los límites de las artes plásticas”).
- El Noucentisme (“El novecentismo”).
- Art i Poder (“Arte y Poder”).
- El cartellisme a Catalunya (“El cartelismo en Cataluña”).
- Les arts plàstiques a Catalunya en el segle XIX (“Las artes plásticas en Cataluña en el siglo XIX”).
- Història del Cercle Artístic de Sant Lluc (“Historia del Círculo Artístico de Sant Lluc”).
- Història d'Els Quatre Gats (“Historia de Els Quatre Gats”).
- Les doctrines jurídiques, polítiques i socials d'Enric Prat de la Riba (“Las doctrinas jurídicas, políticas y sociales de Enric Prat de la Riba”).
- Història del Col.legi d'Advocats de Barcelona (“Historia del Colegio de Abogados de Barcelona”).

## Premios
- Premio de biografías Aedos por El Dr. Robert i el seu temps (“El Doctor Robert y su tiempo”).
- Premio Josep Pla de narrativa por Història del Cercle Artístic de Sant Lluc (“Historia del Círculo Artístico de Sant Lluc”).
- Premio Raixa por Les arts plàstiques a Catalunya en el segle XIX (“Las artes plásticas en Cataluña en el siglo XIX”).
- Premio President Companys por Lluís Companys president de la Generalitat (“Lluís Companys, Presidente de la Generalidad”).

- Datos: Q11681489